# Pintura do românico

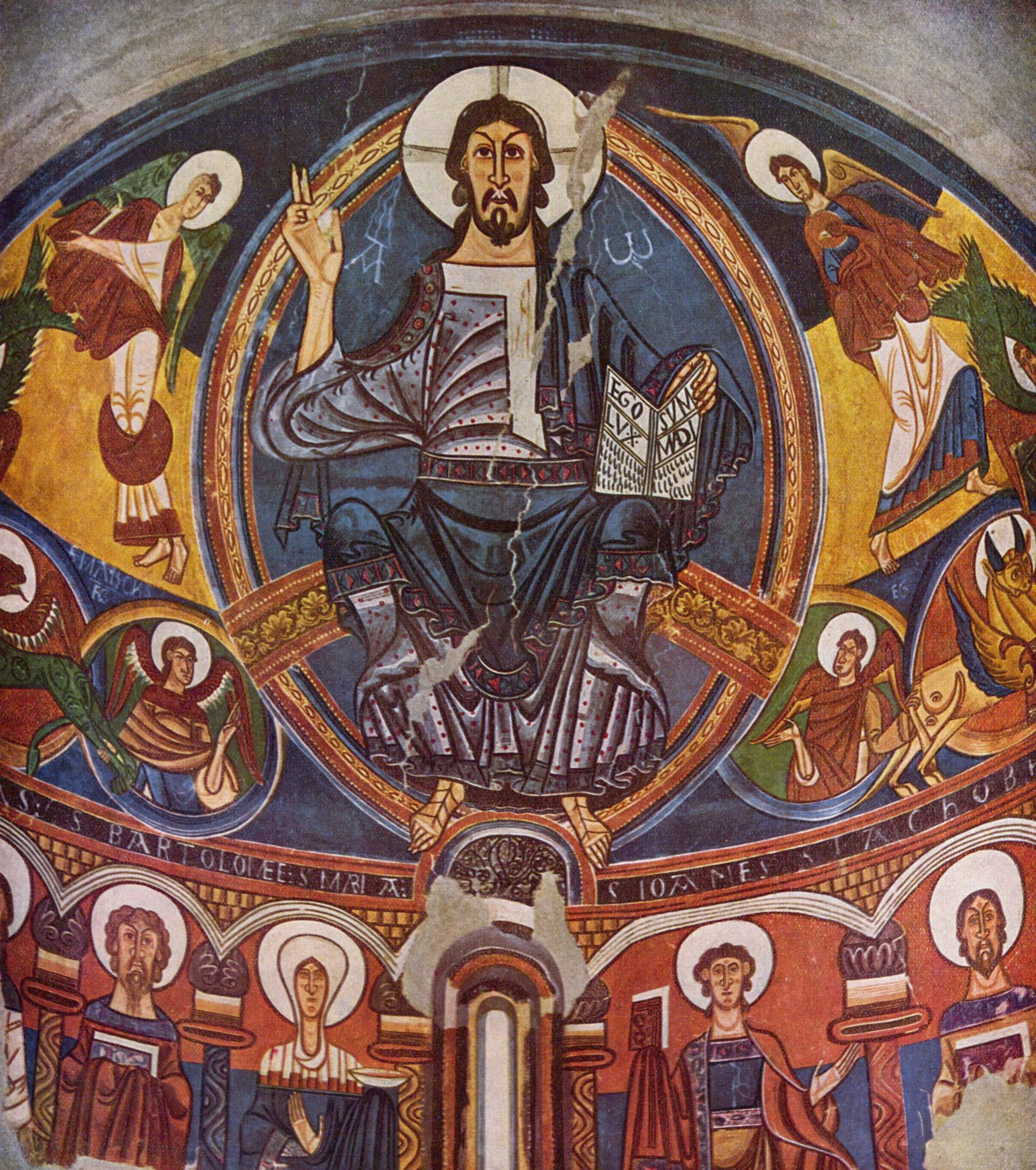
Cristo em majestade na apse da Igreja de Sant Climent de Taüll, agora no Museu Nacional de Arte da Catalunha.

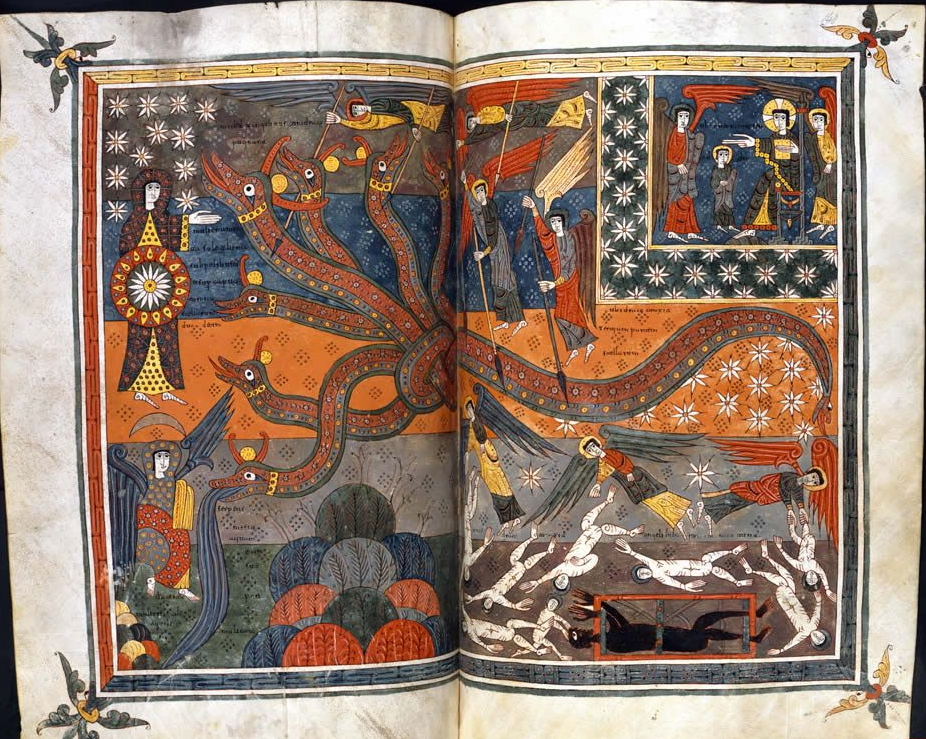
Iluminura no Beatus de Silos, Espanha, 1109.

Pintura do românico se refere à pintura produzida ao longo do período da história da arte ocidental conhecido como românico, que vigorou na maior parte da Europa entre meados do século X e meados do século XII, desenvolvendo-se em um período de relativa prosperidade no continente, após uma fase de grandes invasões e guerras.

## Contexto e visão geral
A Igreja Católica era o maior poder internacional na Europa, e foi a maior mecenas do período. Desta forma, o contexto propiciou o cultivo de uma temática predominantemente religiosa, ilustrando feitos bíblicos e religiosos como a vida de Cristo e dos santos e conceitos teológicos. A pintura românica teve seus maiores campos de manifestação na iluminura de manuscritos e nos afrescos em edifícios, especialmente igrejas e mosteiros. Ao contrário dos painéis nas igrejas, destinados à edificação geral, a arte da iluminura era acessível a um público muito reduzido. A pintura de cavalete era rara, geralmente era realizada sobre madeira, e quando praticada geralmente se destinava a peças de altar. Foi um tempo de construção de grandes catedrais, de proporções nunca vistas, e de fundação de muitos mosteiros. Também são notáveis alguns conjuntos de vitrais, mosaicos, esmaltes e tapeçarias, técnicas derivadas de uma concepção pictórica.
Apesar do grande predomínio da temática religiosa, havia muitas cortes ricas e as cidades experimentavam um reflorescimento, desenvolvendo, especialmente os centros mais importantes, uma arte profana significativa. Neste campo são especialmente comuns cenas relacionadas ao universo do amor cortês e imagens para ilustração de manuscritos de obras clássicas, poéticas, políticas, bem como biografias, bestiários, tratados científicos, crônicas históricas e relatos de viagens.
Ao contrário de outros grandes períodos estilísticos, a arte românica não foi uma corrente com uma coesão estética muito forte, e é difícil traçar as rotas de irradiação do estilo. Formou-se a partir da coexistência multifocal de influências diversificadas, clássico-romanas, carolíngias, otonianas, bizantinas, insulares e germânicas, que produziram escolas regionais ou mesmo locais altamente características. No final do período ocorre uma maior aglutinação em torno dos referenciais bizantinos.
Segundo Julien Chapuis, talvez seu legado mais importante tenha sido articular uma linguagem visual capaz de veicular e reforçar a doutrinação cristã, reunindo um conjunto de fórmulas, tipos e signos compreensíveis por todos. Instrumento tanto de didática religiosa quanto de controle social da Igreja Militante numa época de cruzadas e misticismo, povoado de seres fantásticos e visões apocalípticas, o imaginário carregado de dramaticidade da pintura românica exercia forte impressão na mentalidade coletiva, especialmente sobre o povo inculto. Pode-se considerar o românico como o primeiro estilo artístico pan-continental, acompanhando a quase completa erradicação do paganismo que ocorreu por esta altura. Alguns motivos iconográficos se tornaram particularmente comuns, como o Juízo Final, o Cristo em majestade (derivação do Pantocrator bizantino), o Pentecostes e o Apocalipse, originando categorias formais de longa permanência na arte ocidental.

## Características

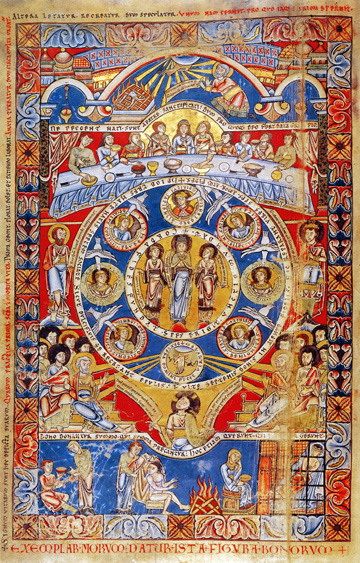
Página da Bíblia Floreffe, século XII, Países Baixos.

A pintura do românico é identificada por alguns traços mais constantes, embora haja uma enorme diversidade de abordagens:
- A prevalência do desenho sobre a mancha. Os contornos são fortemente delineados e as cores são aplicadas geralmente a cheio. Efeitos de volume são obtidos principalmente através de grafismos (linhas).
- Ênfase na representação da figura humana, embora animais e plantas reais ou fantásticos sejam aparições comuns.
- Não há interesse na verossimilhança com a natureza. O desenho das figuras é estilizado e esquemático, tende à rigidez, e há pobre variedade nas expressões faciais e na gestualidade, embora em geral haja muita inventividade na concepção dos tipos e na composição geral. Tampouco se encontram retratos fiéis, todas as figuras têm feições convencionais semelhantes. A expressividade está mais na composição do que na figura. As figuras geralmente têm um tamanho proporcional à importância do personagem.
- Não há interesse pela pintura da paisagem, que quando aparece é representada muito sumariamente. Os cenários são abstratos ou semi-abstratos, podem receber pouca atenção em relação às figuras, ou podem ser muito trabalhados em termos decorativos, com padrões gráficos e cromáticos intrincados. Muitas vezes as imagens são enquadradas em molduras arquiteturais ou encaixadas em esquemas geométricos.
- Não se representam sombras nem perspectiva espacial.

## Fortuna crítica

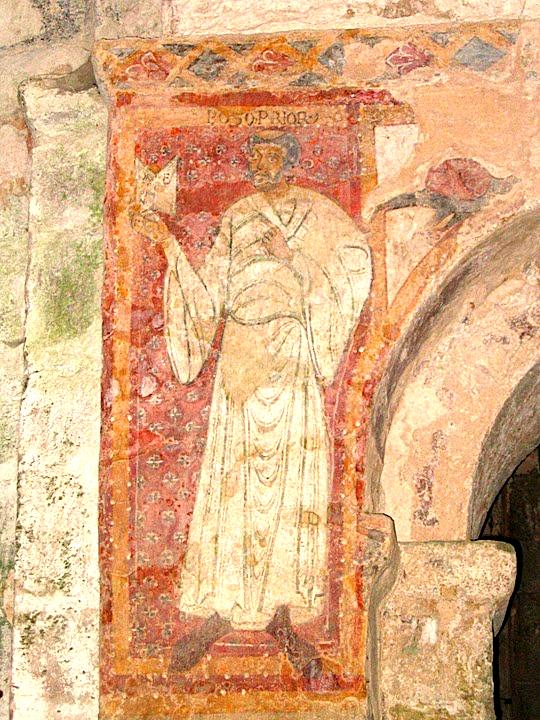
Afresco na Igreja em Les Salles-Lavauguyon, Alto Vienne, França

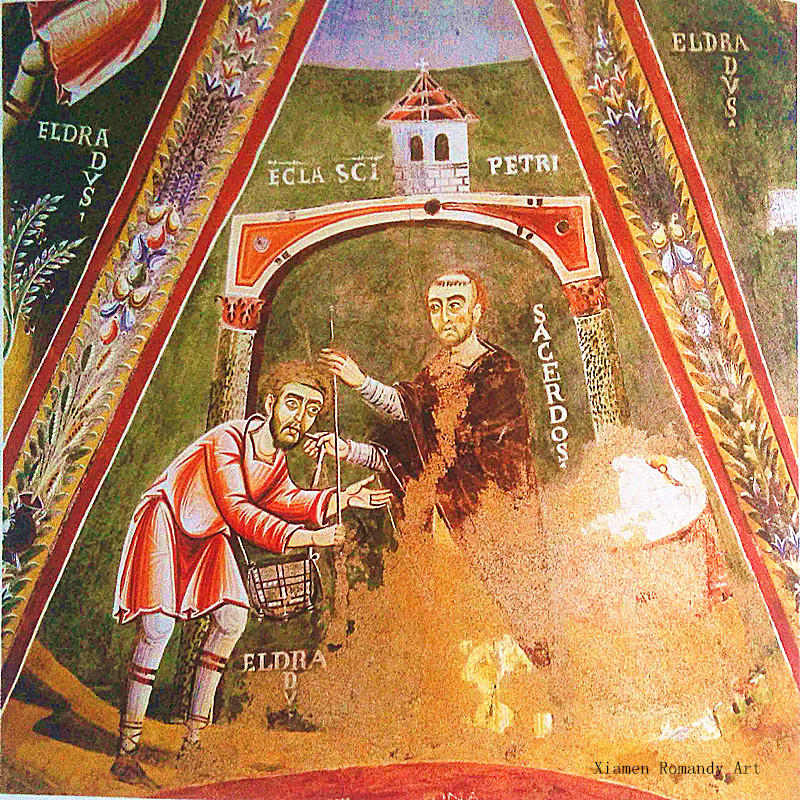
Afresco na Abadia de Novalesa, Piemonte, Itália

A pintura românica começou a ser sobrepujada pela gótica em torno de meados do século XII, mas em algumas regiões sobreviveria robusta até meados do século seguinte. Depois o estilo foi considerado ultrapassado e permaneceu esquecido por séculos. O interesse começou a ressurgir no século XIX, e só então o termo "românico" foi cunhado para denominar a arte daquele período. Formou-se um conceito estético em seu redor, que não obstante nunca se tornou consensual, dada a face caleidoscópica do estilo, o que tem gerado uma interminável controvérsia sobre suas características definidoras gerais e sua extensão cronológica, que alguns críticos fazem recuar até o século IX e outros prolongam até quase o século XIV.
Em parte por causa dessa indefinição, os estudos abrangentes da arte românica são poucos, o primeiro digno de nota foi o de Émile Mâle em 1922, estudando a iconografia religiosa do século XII, que foi importante pela abordagem das relações entre arte, Igreja e sociedade do período, mas não se preocupa em distinguir claramente o românico do gótico, e pela sua índole nacionalista, pretendendo reivindicar para a França a vanguarda estética, desencadeou uma controvérsia com Arthur Kingsley Porter. Henri Focillon em 1980 lançou as bases da conceituação moderna do estilo, estabelecendo as maneiras pelas quais as formas do românico foram articuladas a partir do seu contexto. Mesmo havendo poucos estudos generalistas, pesquisas em aspectos mais pontuais se multiplicam. Segundo Elizabeth Valdez del Álamo, o tema tem fascinado a crítica pela variedade e apelo visual das soluções formais e plásticas desenvolvidas no período, bem como pela sua profunda base teológica, em trabalhos que abordam aspectos como iconografia, patronato, peregrinações, recepção e as forças sociopolíticas em atuação por trás da produção artística.

## Galeria

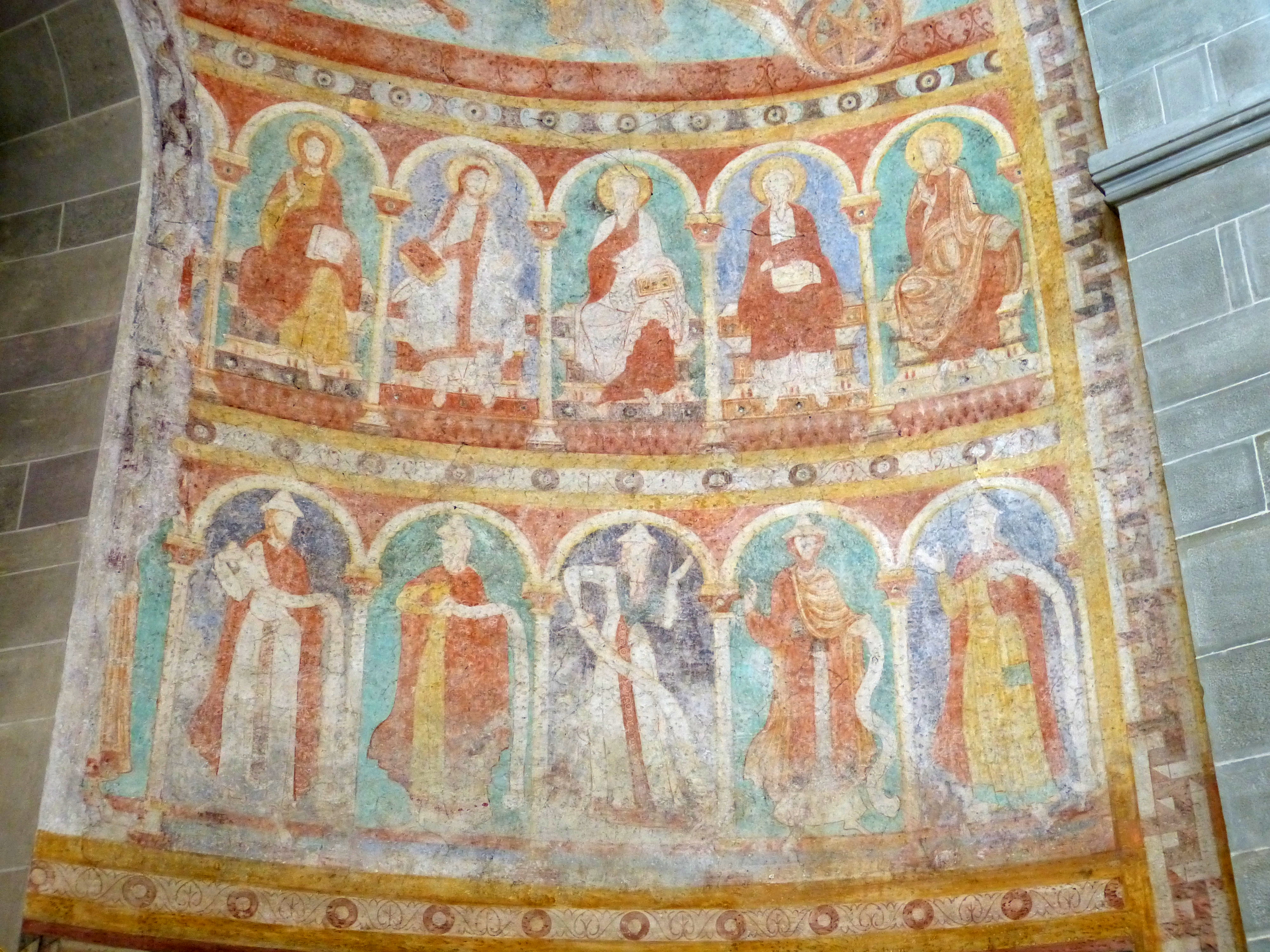
Apóstolos e santos, Igreja de St. Peter und Paul em Reichenau, Alemanha, século XII.
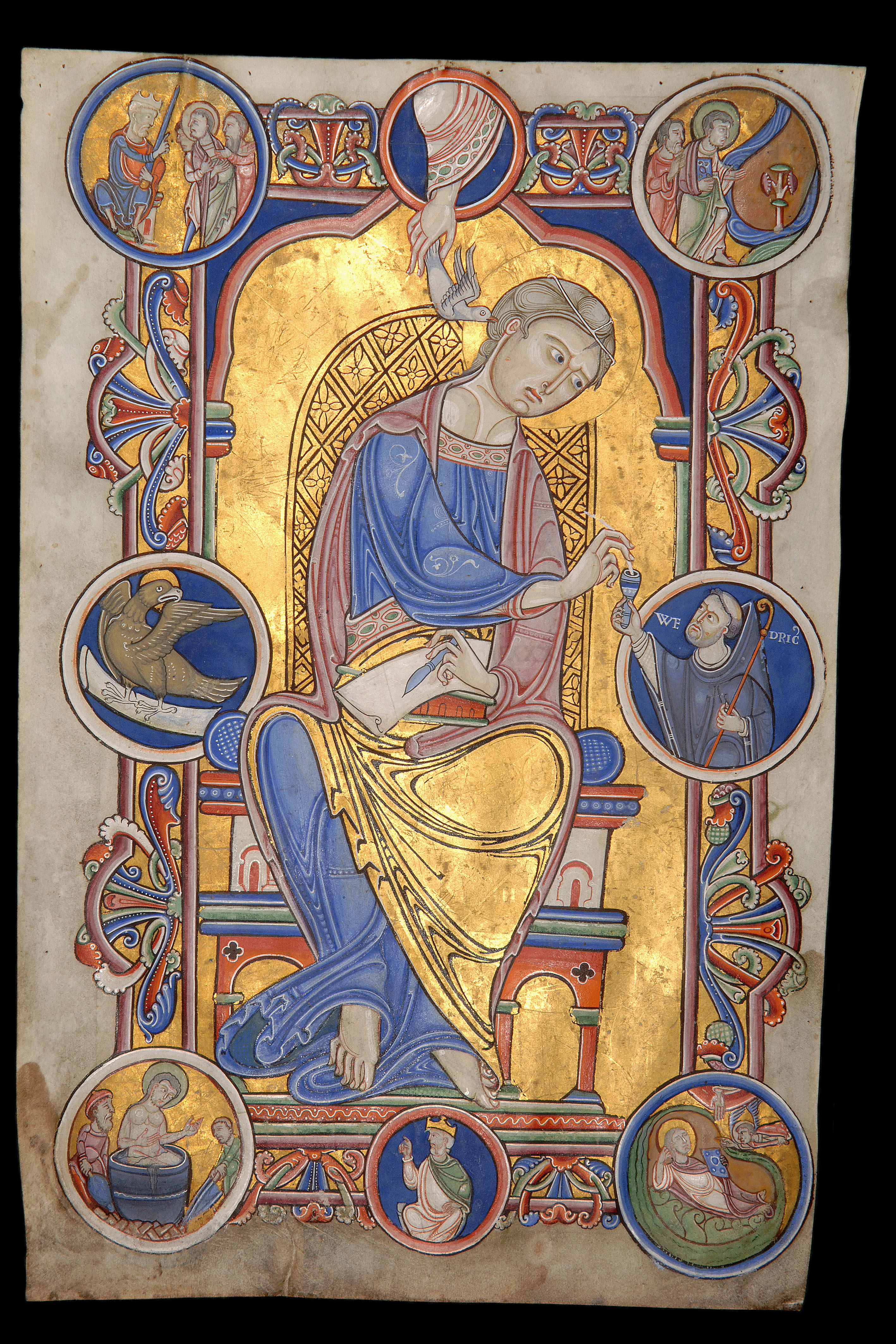
São João Evangelista, no Evangeliário do abade Wedricus.
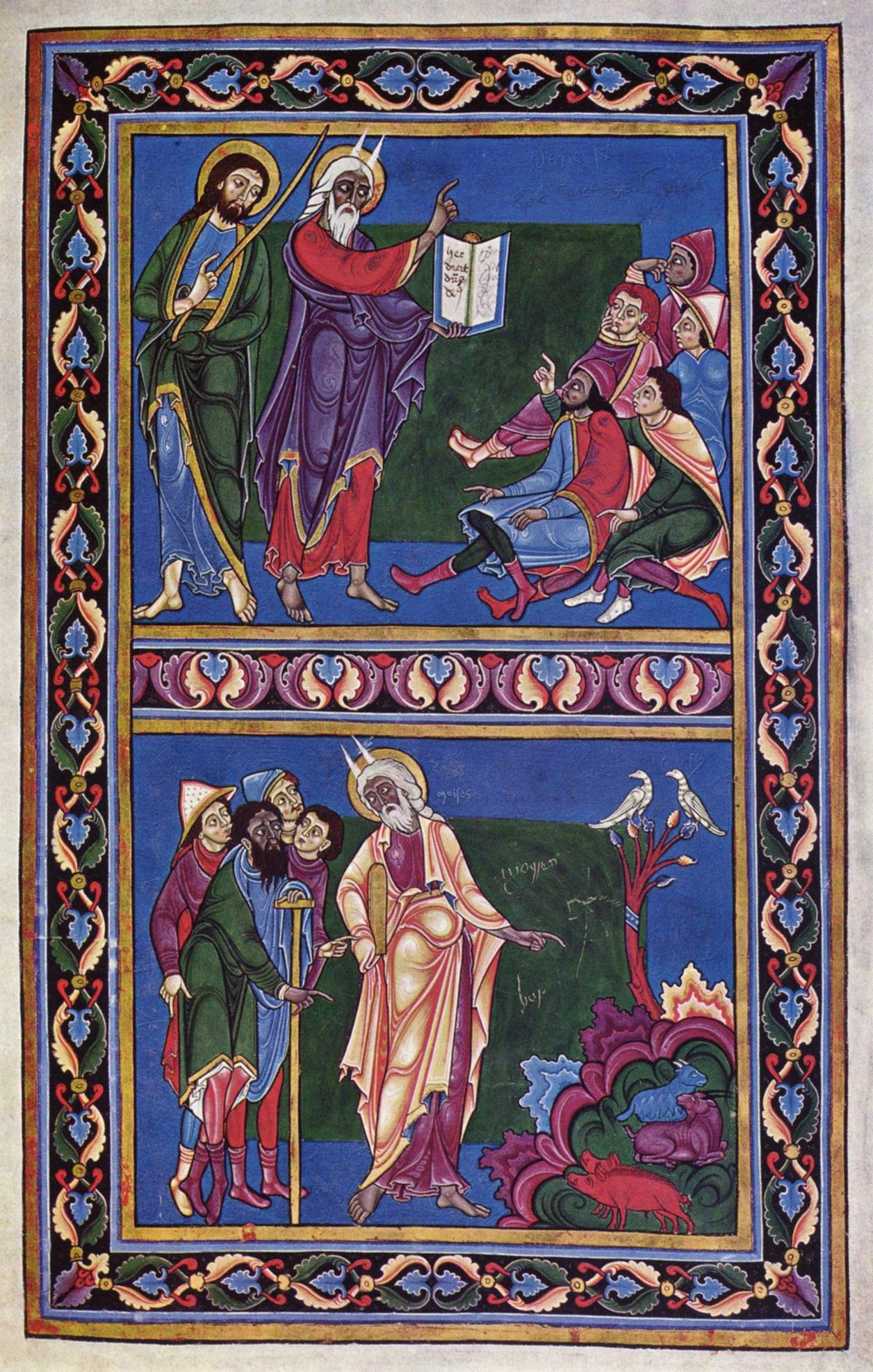
Iluminura de Mestre Hugo, século XII.
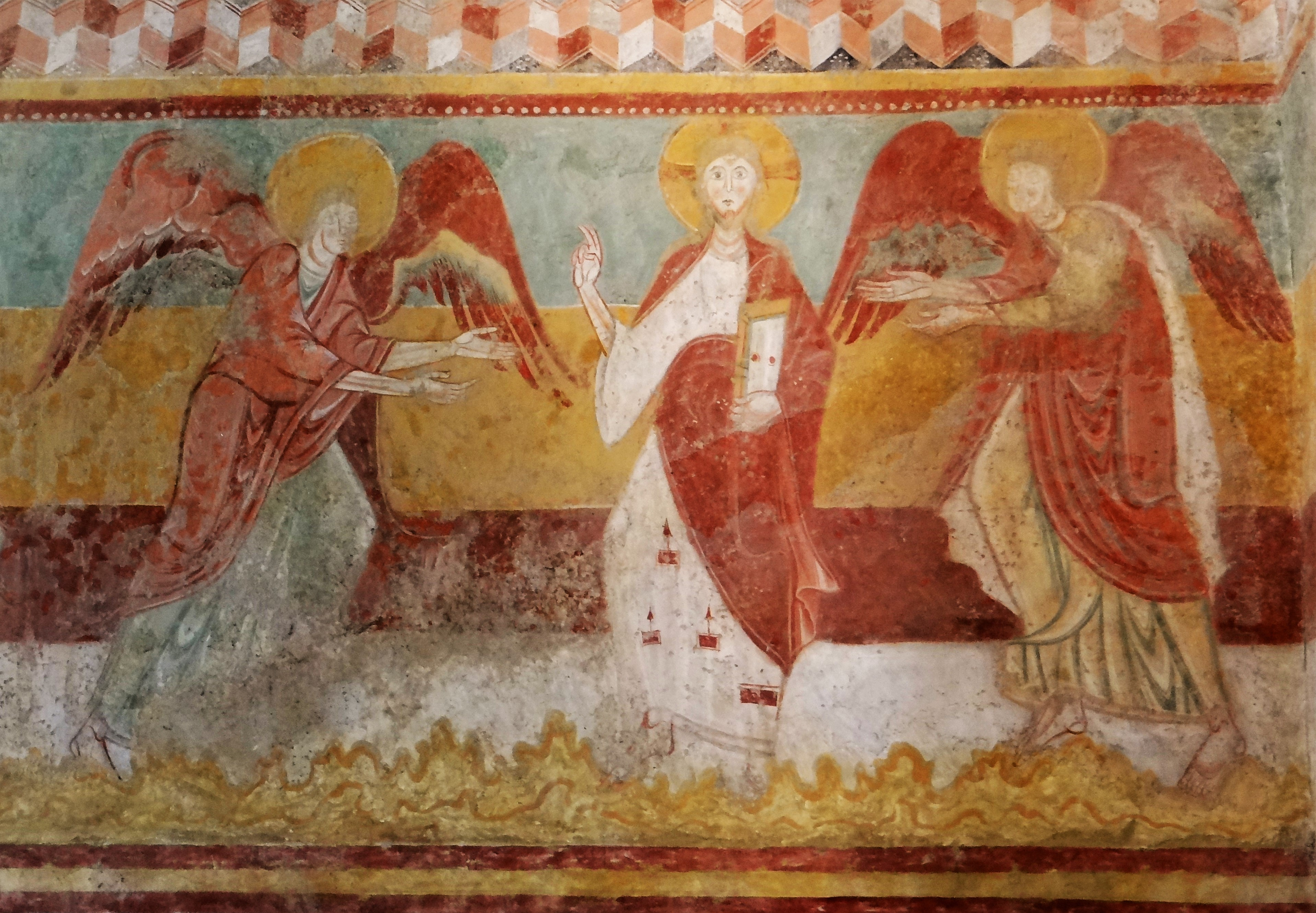
Afresco na Igreja de Saint-Aignan, França.

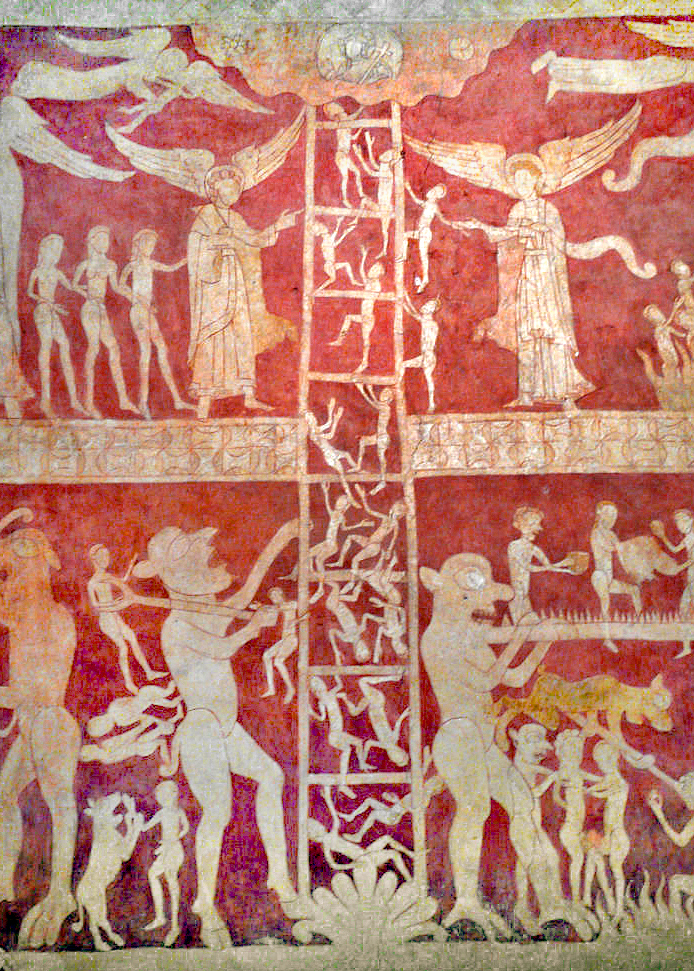
Detalhe central da Escada do Purgatório e os Sete Pecados Capitais, na Igreja de St. Peter e St. Paul em Chaldon, Inglaterra, c. 1170.
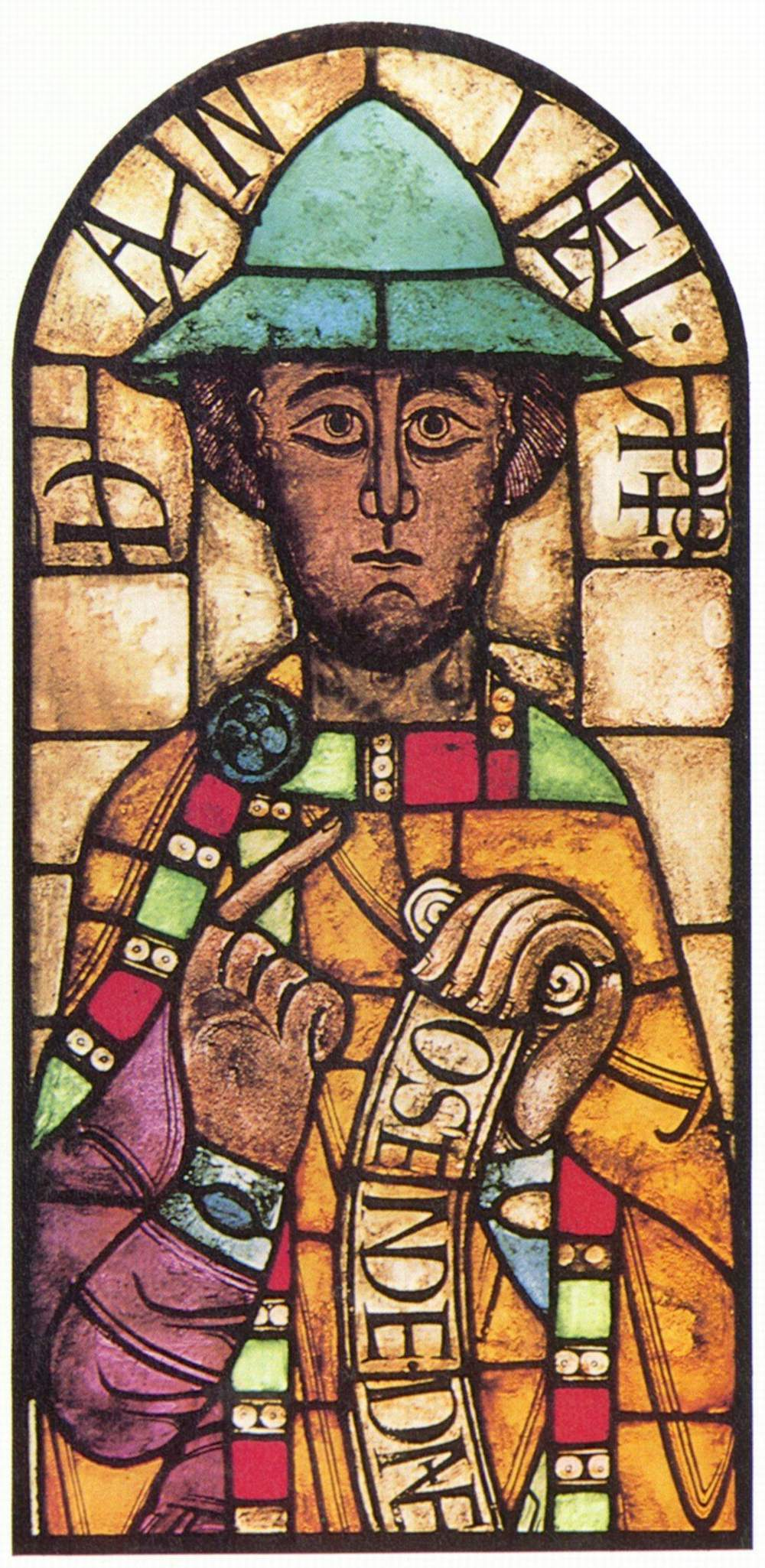
O profeta Daniel em vitral na Catedral de Augsburgo.
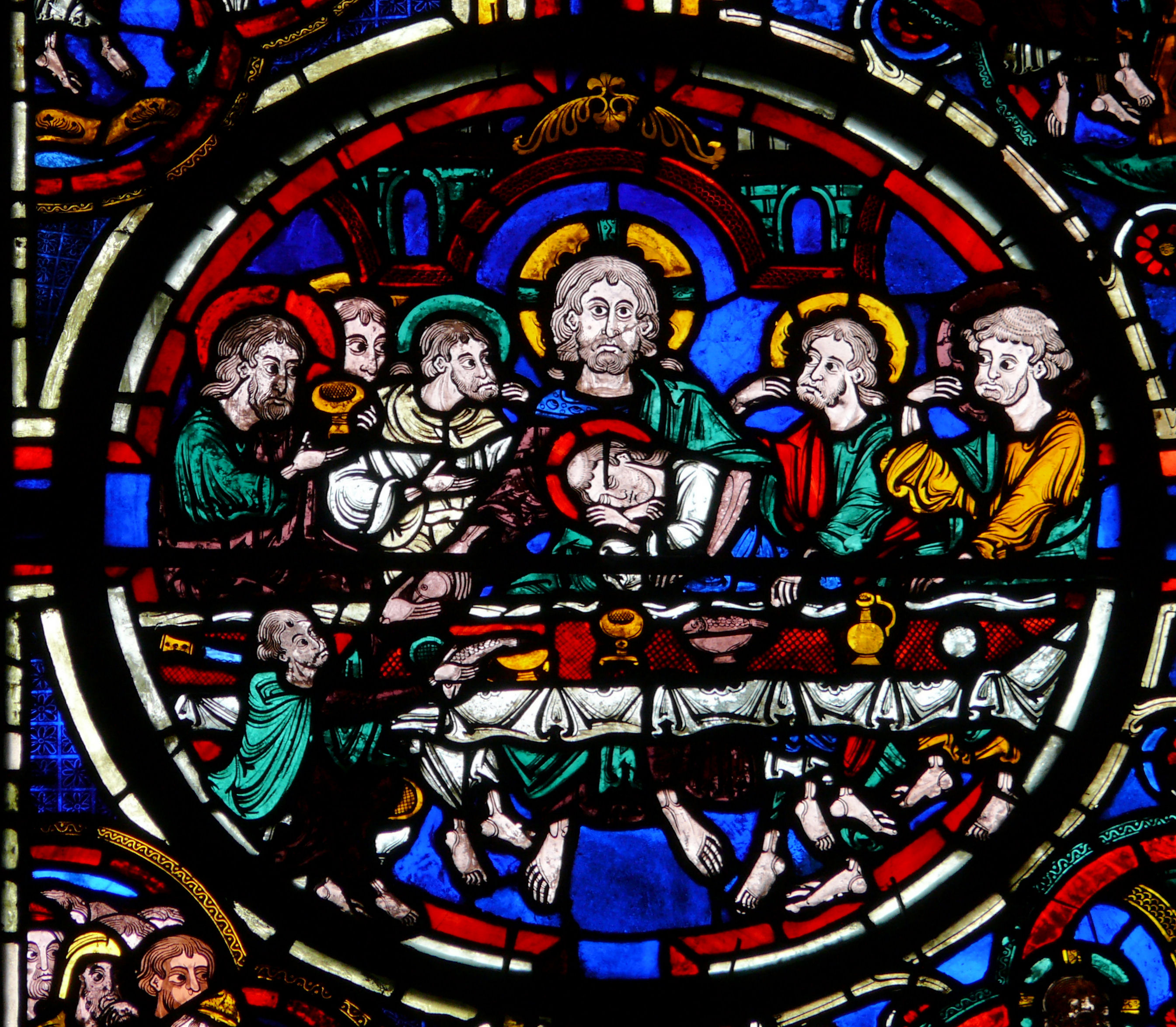
A Última Ceia, vitral na Catedral de Burgos.
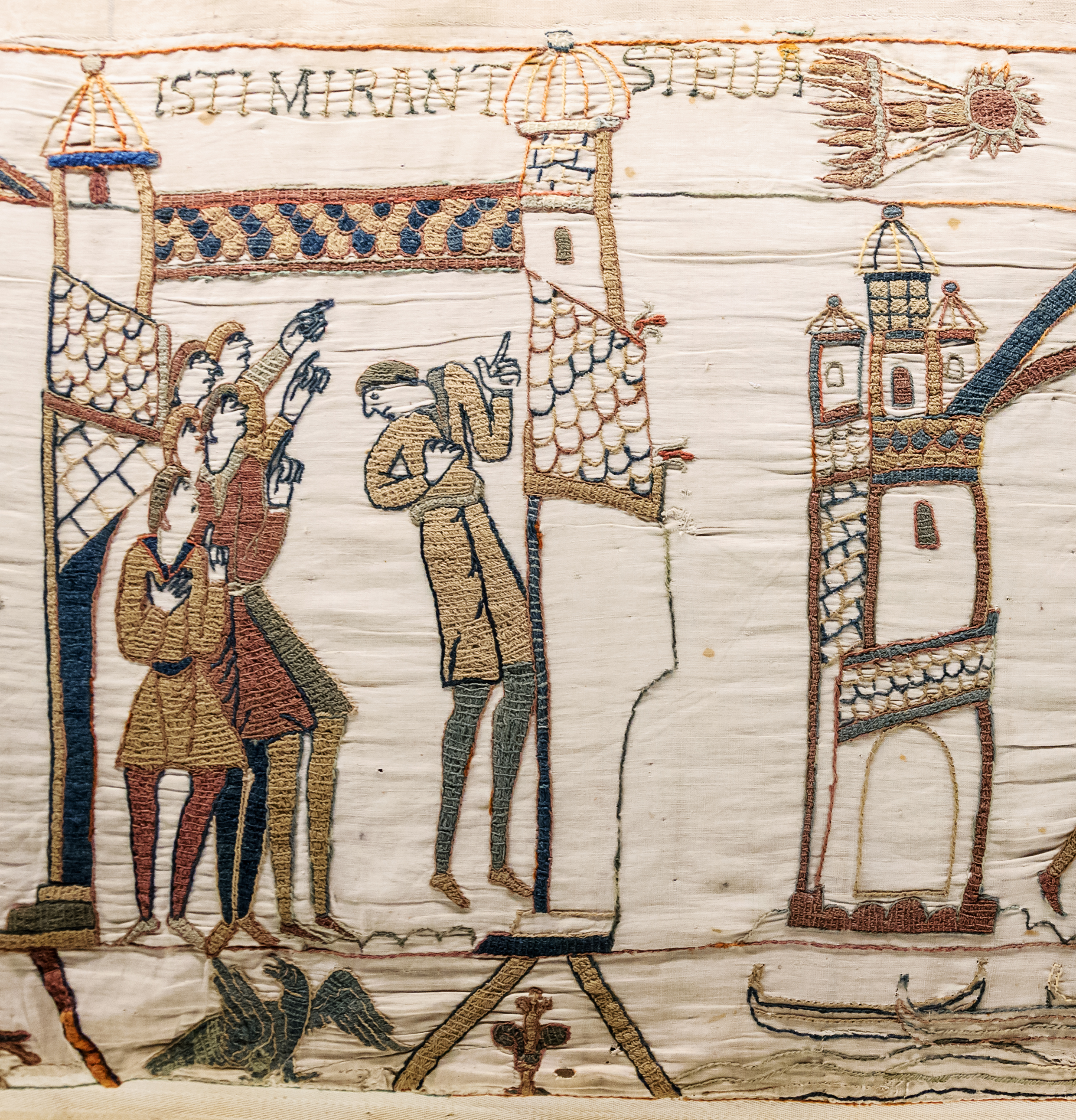
Detalhe da Tapeçaria de Bayeux.

## Pintores
- Pietro Cavallini
- Filippo Rusuti
- Jacopo Torriti
- Herrad de Landsberg